# Рождество Богородично (Мал Радобил)
Рождество Богородично или „Света Богородица“ (на македонска литературна норма: „Света Богородица“) е православна църква в прилепското село Мал Радобил, Република Македония. Църквата е под управлението на Преспанско-Пелагонийската епархия на Македонска православна църква.
Църквата е гробищен храм, разположен в северната част на селото. Построена е и изписана със стенописи в олтара през 1913 година, когато селото вече е в Сърбия. В архитектурно отношение представлява трикорабна базилика, която на източната страна завършва с полукръгла апсида, а на западната страна има женска църква. Ктиторският надпис гласи:
| „ | Храм Св. Богородице Подиже Илија Костић и Сви Сељаци 1913 г. | “ |